# Municipio de Brule (condado de Brule)
El municipio de Brule (en inglés: Brule Township) es un municipio ubicado en el condado de Brule en el estado estadounidense de Dakota del Sur. En el año 2010 tenía una población de 130 habitantes y una densidad poblacional de 1,14 personas por km².

## Geografía
El municipio de Brule se encuentra ubicado en las coordenadas 43°43′1″N 99°20′31″O / 43.71694, -99.34194. Según la Oficina del Censo de los Estados Unidos, el municipio tiene una superficie total de 114.54 km², de la cual 105,56 km² corresponden a tierra firme y (7,84 %) 8,98 km² es agua.

## Demografía
Según el censo de 2010, había 130 personas residiendo en el municipio de Brule. La densidad de población era de 1,14 hab./km². De los 130 habitantes, el municipio de Brule estaba compuesto por el 97,69 % blancos y el 2,31 % eran de una mezcla de razas. Del total de la población el 0 % eran hispanos o latinos de cualquier raza.